# Bulbophyllum oreonastes
Espèce
Synonymes
- Bulbophyllum hookerianum Kraenzl.[1]
- Bulbophyllum infundibuliflorum J.B.Petersen[1]
- Bulbophyllum planiaxe J.B.Petersen[1]
- Bulbophyllum rhopalochilum Kraenzl.[1]
- Bulbophyllum zenkerianum Kraenzl.[1]
- Phyllorchis oreonastes (Rchb. f.) Kuntze[1]
- Phyllorkis oreonastes (Rchb.f.) Kuntze[1]

 Bulbophyllum oreonastes est une espèce de plantes à fleurs de la famille des Orchidaceae (les Orchidées) et et du genre Bulbophyllum, présente dans de nombreux pays d'Afrique tropicale.